# Attentatet i Rambouillet 2021
Attentatet i Rambouillet 2021 ägde rum den 23 april 2021 då 36-årige Jamel Gorchene högg ihjäl en kvinnlig polisanställd vid entrén till en polisstation i Rambouillet sydöst om Paris. Dådet var enligt den särskilde antiterroriståklagaren Jean-François Ricard(en) en islamistisk terrorattack.
Attentatet var det tredje av de islamistiska knivattacken mot franska tjänstemän sedan hösten 2020 och Frankrike har en förhöjd hotbild på grund av reaktionerna på franska åtgärder avsedda att skydda landet mot jihadism och islamistisk separatism (skapandet av parallellsamhällen).

## Händelseförlopp
Dådet skedde fredagen den 23 april 2021. Kort före attacken vid 12.49 färdades förövaren, den tunisiske Jamel Gorchene, på sin skoter mot en bönelokal. Vid 13.58 körde han vidare till centrala Rambouillet. Vid 14.19 anlände han till fots till polisstationen vid Le Perray-en-Yvelines bärande på en väska. 14.22 stannade han framför polisstationens entré och ställde ner sin väska. Han använde sin mobiltelefon för att lyssna på religiösa sånger och gick fram och tillbaka framför entrén. Vid 14.23 lämnade offret Stéphanie Monfermé polisstationen för att hämta något i sin bil, samtidigt som förövaren tog på sig hörlurar. Klockan 14.25 återvände offret till polisstationen och började gå in genom den bevakade entrén. Förövaren rusade efter och höll fast offret och högg henne i magen och i halsen samtidigt som han utropade "Allah Akbar". Förövaren sköts till döds av en polis som var på insidan av entrén. En Koran och en bönematta återfanns i mannens skoter.
Utredningen av dådet togs över av den särskilde antiterroriståklagaren Jean-François Ricard(en), som vid en presskonferens den 25 april redovisade detaljer från utredningen som visar att dådet var en islamistisk terrorattack.

## Offer
Den mördade var en 49-årig kvinna Stéphanie Monfermé som var mor till två barn och som arbetat för polisen i 28 år. Hon hade administrativa arbetsuppgifter och bar därför inte uniform och var inte beväpnad.
Monfermés anhöriga besöktes privat av Frankrikes president Emmanuel Macron och hans fru Brigitte. En officiell ceremoni där Monfermé tilldelades Hederslegionen postumt hölls i Rambouillet som leddes av premiärmnister Jean Castex och där inrikesminister Gérald Darmanin, justitieminister Eric Dupond-Moretti, ministre de la Fonction publique Amélie de Montchalin, ministre de la Citoyenneté Marlène Schiappa, ministre de la Ville Nadia Hai och regeringens talesman Gabriel Attal närvarade.

## Förövare och utredning
Dådet förövades av den 36-årige Jamel Gorchene som anlänt från Tunisien år 2009 och levt illegalt i Frankrike sedan dess, men han fick år 2020 ett tidsbegränsat uppehållstillstånd.
Tre personer med anknytning till förövaren greps, men släpptes den 25 april 2021.

## Reaktioner
Franska myndigheter och politiker förstärkte lagstiftningen gällande elektronisk övervakning av säkerhetshot. Lagstiftningen utökade även kontrollen av individer som redan blivit dömda för terroristbrott och har sin motsvarighet i Storbritannien.